# Табатабаи, Ясмина
Ясмина Табатабаи (перс. یاسمین طباطبائی‎, 8 июня 1967 года, Тегеран) — немецкая актриса, композитор и певица иранского происхождения.

## Биография
Отец — иранец, мать — немка. После Исламской революции в 1979 году вместе с матерью переехала в ФРГ. Окончила Высшую школу музыки и театра в Штутгарте. Начала сниматься в 1992 году, с тех пор сыграла свыше 50 ролей в кино и на телевидении. Выступала как композитор и певица в группе «Even Cowgirls get the Blues». Сочиняет музыку и песни для кино и телевидения, написала саундтреки трёх фильмов Кати фон Гарнье (1997, 2004, 2007). В 2002 году выпустила первый сольный диск «Only Love». Изредка выступает в драматических ролях («Три сестры», 2008), поёт оперные партии (Вагнер, 2006, 2007).

### Личная жизнь
В декабре 2001 года Табатабаи познакомился с американским музыкантом Тико Саморой. 3 декабря 2002 года она родила их первого и единственного ребенка — дочь Анджелину Шерри Роуз. Она и Замора поженились 1 июня 2003 года и расстались летом 2006 года. Их развод был завершен в 2008 году.

С лета 2007 года состоит в отношениях с актёром Андреасом Пичманом. У них двое детей: дочь Хелена Лейла (род. 5 июля 2009) и сын Йохан Антон (род. 13 августа 2013). Табатабаи и Пичман проживают в Берлине. 

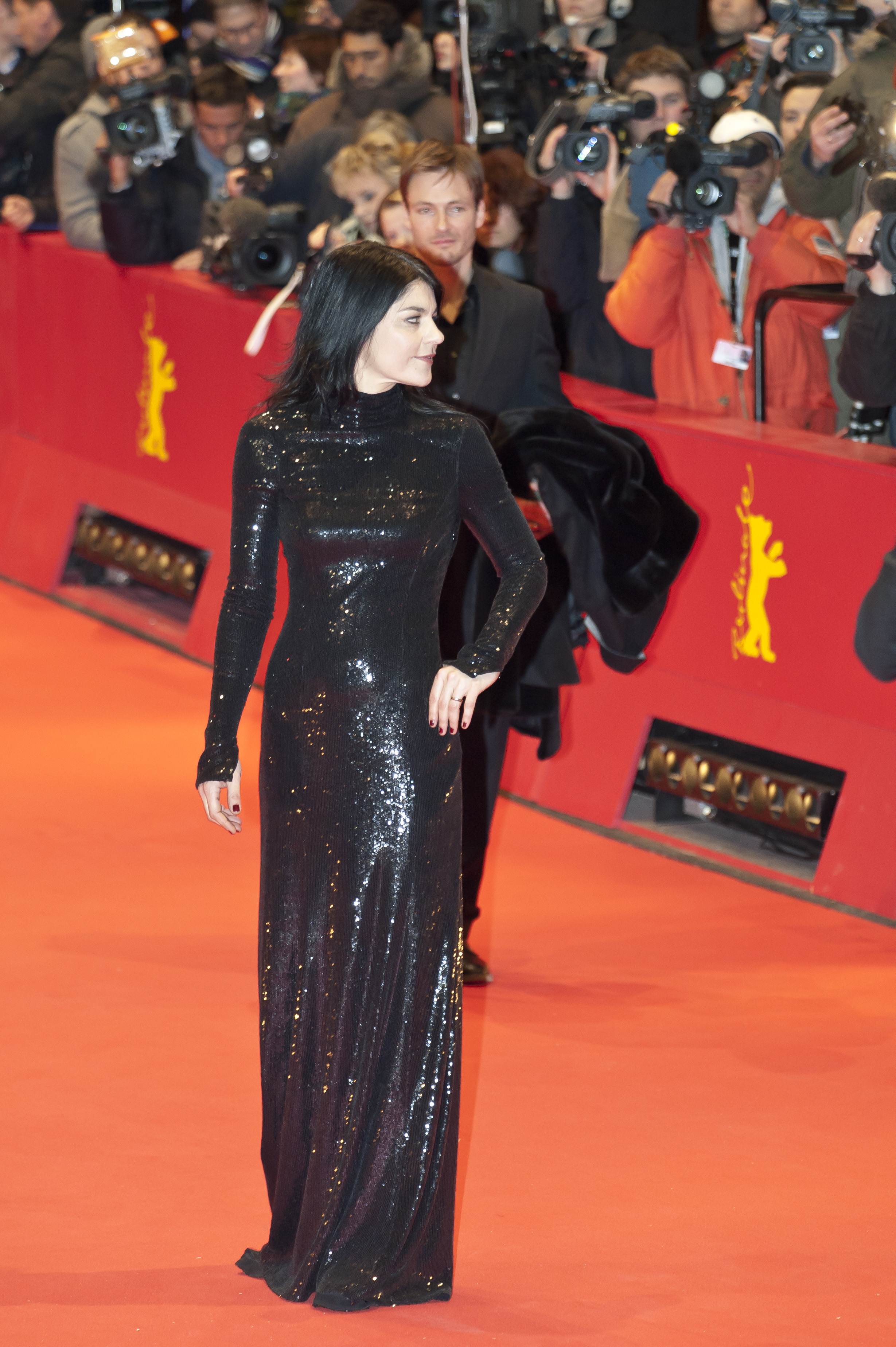
Ясмина Табатабаи на Берлинале, 2011 год

## Избранная фильмография
- 1992: Kinder der Landstrasse (Урс Эггер, премия за лучшую женскую роль МКФ в Амьене (фр.))
- 1992: Welcher Film (Лилиана Франк, короткометражный)
- 1994: Clemi flüchtet Лилиана Франк, короткометражный)
- 1995: Die Mediocren (Маттиас Гласнер)
- 1996: Die Putzfraueninsel (Петер Тимм)
- 1997: Bandagistenglück (Мария Тереза Камольо)
- 1997: Бандитки (Катя фон Гарнье)
- 1997: Verspielte Nächte (Ангелики Антониу; премия за лучшую женскую роль МКФ в Фессалониках)
- 1998: Белый медведь (Тиль Швайгер, Гранц Хенман)
- 1999: Вечерний сеанс (Хельмут Дитль, номинация на Германскую кинопремию за лучшую женскую роль второго плана)
- 1999: Gierig (Оскар Рёлер)
- 2000: Неприкасаемые (Оскар Рёлер)
- 2000: Грипсхольм (Ксавьер Коллер)
- 2001: Тариф на лунный свет (Ральф Хюттнер)
- 2003: Самс в опасности (Бен Фербонг)
- 2004: Sergeant Pepper (Сандра Неттельбек)
- 2005: Чужая кожа (Анджелина Маккароне; номинация на Германскую кинопремию)
- 2006: Элементарные частицы (Оскар Рёлер)
- 2006: Четыре минуты (Крис Краус)
- 2006: Фэй Грим (Хэл Хартли)
- 2006: Кровь и шоколад (Катя фон Гарнье)
- 2007: Сумасшедшее Рождество (Ванесса Йопп)
- 2008: Комплекс Баадера — Майнхоф (Ули Эдель)
- 2009: Германия 09 (коллективный проект; в эпизоде Неоконченное, срежиссированном Николетт Кребиц, исполнила роль Сьюзен Зонтаг)
- 2009: Альтиплано (Петер Бросенс, Джессика Вудворт)
- 2010: Жизнь слишком длинна (Дани Леви)

## Дискография
- Bandits soundtrack (1997)
- Only Love (2002)
- Iron Jawed Angels soundtrack (2004)
- I ran (2007)
- Blood and Chocolate soundtrack (2007)
- Eine Frau (2011)

## Книги
- Rosenjahre — Meine Familie zwischen Persien und Deutschland. Berlin: Ullstein, 2010 (автобиография; переизд. 2011)

## Признание
- 1998 — Музыкальная премия DIVA (нем.)
- 2008 — Премия Синхрон-Оскар[1]
- 2012 — Премия ECHO Jazz (нем.[нем.])